# Eugène Manet

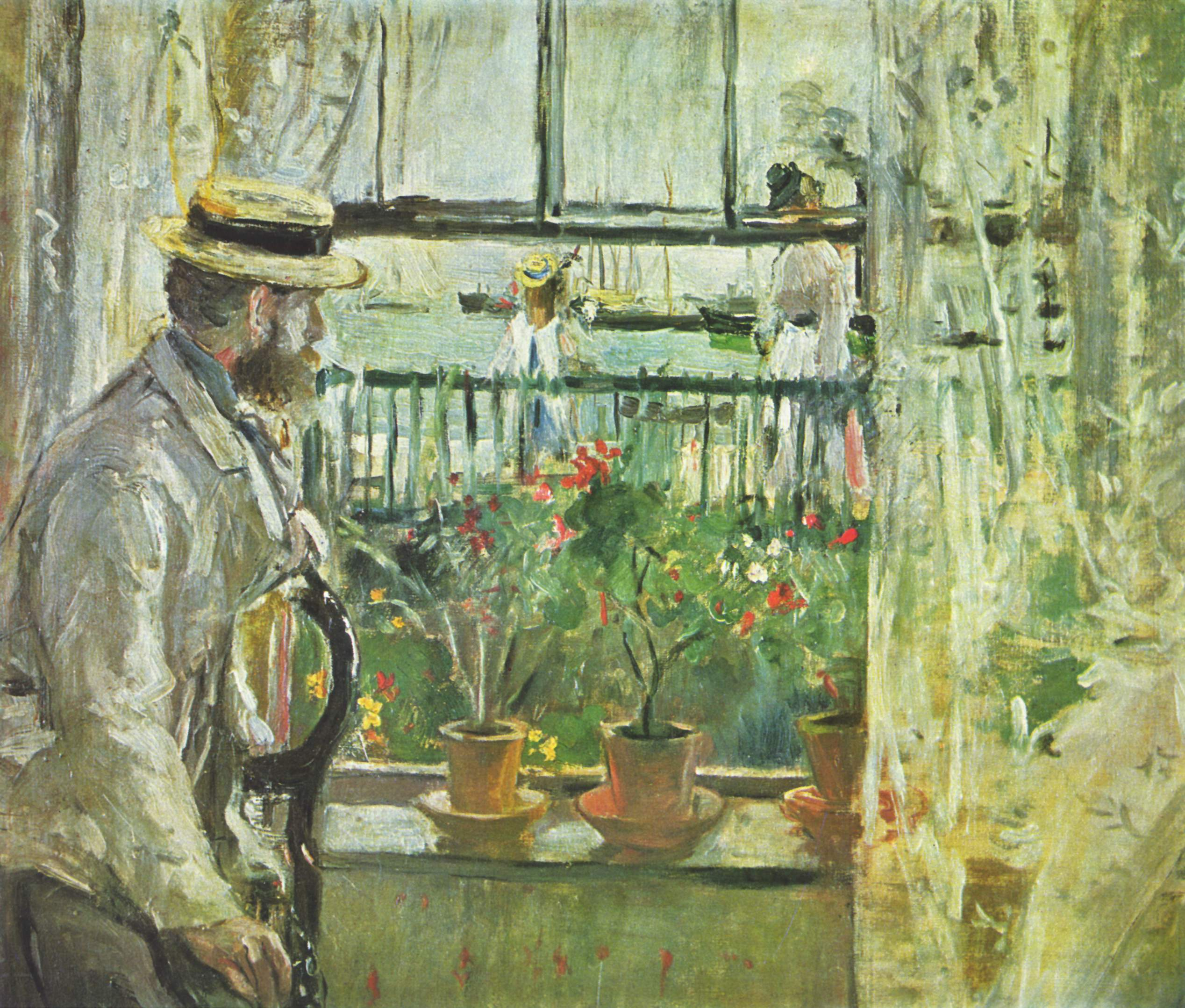
Eugène Manet à l’ile de Wight (1875) door Berthe Morisot, Musée Marmottan Monet, Parijs

Eugène Manet (Parijs, 21 november 1833 – aldaar, 13 april 1892) was een Frans kunstschilder uit de periode van het impressionisme. Hij was de broer van Édouard Manet en was gehuwd met Berthe Morisot. Als kunstenaar was hij veel minder bekend dan zijn broer en zijn vrouw. Eugène stond model voor verscheidene impressionistische kunstenaars.

## Biografie
Manet kwam uit een Parijs bourgeois milieu. Zijn vader, Auguste, was rechter en zijn moeder, Eugénie-Desirée Fournier, was de peetdochter van de latere koning Karel XIV Johan van Zweden. Eugène was de middelste van de drie zoons van het echtpaar. Hij was geïnteresseerd in muziek en nam samen met zijn broer Édouard vanaf 1849 pianoles bij Suzanne Leenhoff, met wie Édouard in 1863 in het huwelijk zou treden.
Na zijn middelbare school vervulde hij zijn dienstplicht en ging daarna rechten studeren. Omdat hij financieel onafhankelijk was had hij niet de intentie om die studie in de praktijk te brengen. Hij wilde zich ook in de schilderkunst bekwamen en ondernam in 1853 met zijn oudere broer een reis naar Italië om in Florence, Rome en Venetië originele kunstwerken te bestuderen. Édouard zou een bekend kunstschilder worden, maar Eugène kreeg nauwelijks aandacht.

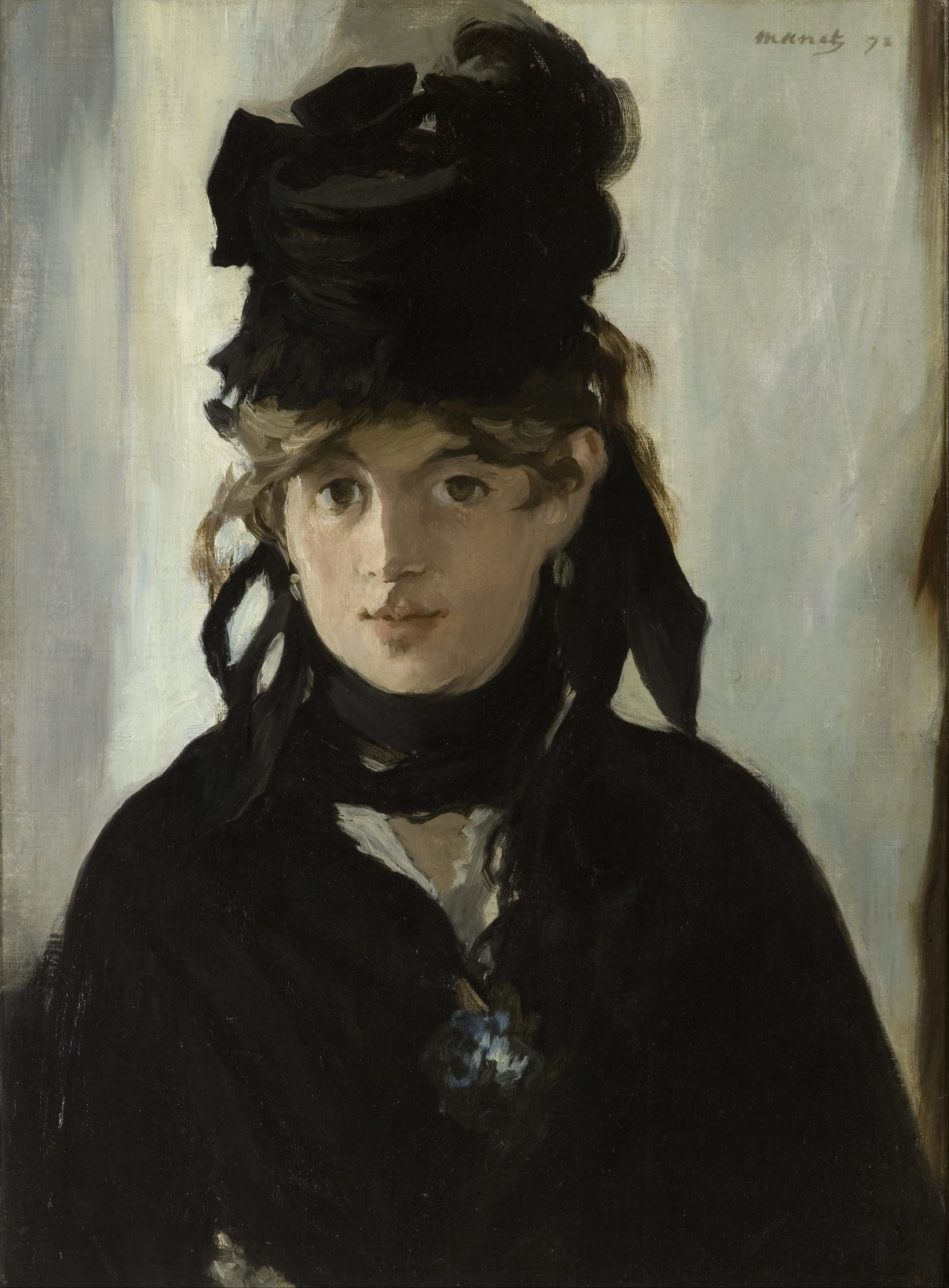
Édouard Manet, Berthe Morisot au bouquet de violettes (1872), Musée d'Orsay, Parijs

Zijn broer Édouard leerde in 1868 Berthe Morisot kennen en raakte met haar bevriend. Morisot zou ook diverse malen dienen als model voor Édouard Manet, onder andere voor Berthe Morisot met een boeket viooltjes (1872). Hij had grote invloed op haar ontwikkeling en stijl. Zo is onder meer het zwart-wit contrast in haar werk onder zijn invloed ontstaan. Eugène trouwde haar op 22 december 1874 in Passy. Het paar kreeg als huwelijksgeschenk van hun goede vriend Edgar Degas het schilderij Portret van Eugène Manet. Degas beeldde Manet af in een landschap in Normandië, waar het paar zich in het voorjaar had verloofd.

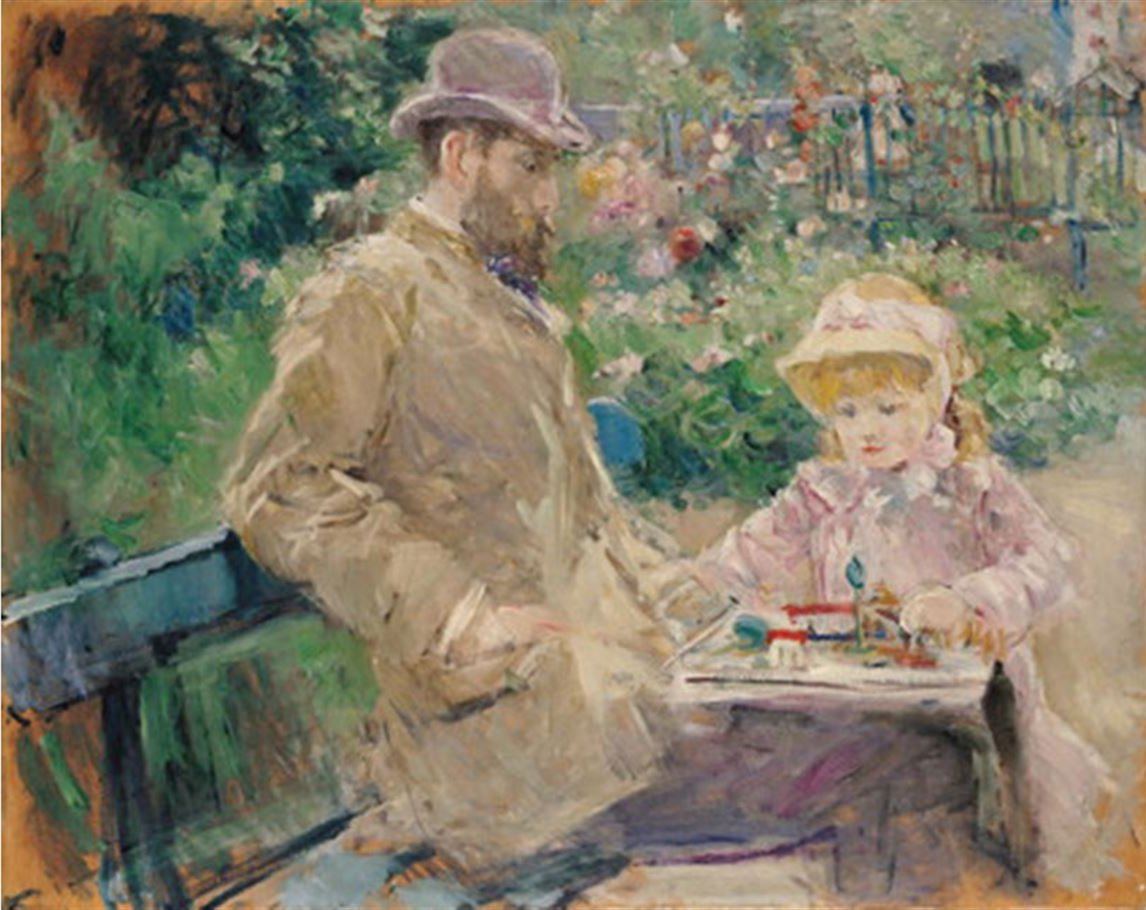
Berthe Morisot, Eugène Manet et sa fille dans le jardin de Bougival (1881), Musée Marmottan Monet, Parijs

Na hun huwelijk ging Morisot door met schilderen, hierin gesteund door haar echtgenoot. Ze kregen in 1878 hun dochter Julie, die later ook kunstschilder zou worden. Julie is vooral bekend geworden door haar dagboek, waarin zij onder andere schreef over haar contacten met de impressionistische schilders. Het werd na haar dood uitgegeven.
Het echtpaar maakte reizen naar Engeland en het eiland Wight waar Morisot een aantal werken schilderde onder meer het Eugène Manet à l’ile de Wight. In 1882 maakten ze een reis naar Italië waar ze Genua, Pisa en Florence bezochten. Ze keerden terug via Nice. Ook in de jaren daarop reisden ze naar de Middellandse Zeekust, maar ook naar Jersey, België en Nederland.
In 1891 kreeg Eugène gezondheidsproblemen en in 1892 overleed hij op 58-jarige leeftijd te Parijs. Hij werd bijgezet in het graf van zijn broer Édouard op het kerkhof van Passy, waar later ook zijn echtgenote en Suzanne Manet-Leenhoff hun laatste rustplaats kregen.